# Kudoxa
Kudoxa är en ö i Norrtälje kommun 8 sjömil öster om Furusund. Kudoxa består egentligen av tre öar; Västerön, Kudoxa och Mjölkö som är mer eller mindre sammanväxta. Västerön är sedan 1970 ett naturreservat, Kudoxa naturreservat.
Stränderna är huvudsakligen släta granitklippor, men i vikarna och i Örsundet mellan Kudoxa och Mjölkö finns fina sandstränder. Vegetationen är sparsam och består av ljung, enbuskar och idegran. I sanka och skyddade skrevor finns alskog.
På Kudoxa fanns sedan gammalt en fiskeby. Vintern 1804–1805 fanns sju fiskarbönder på ön och från 1792 fanns även en lots stationerad här. "Kudfolket" användes i äldre tid som epitet om öborna kring Kudoxafjärden – förutom Kudoxaborna invånarna på Söderöra, Norröra, Svartlöga och Rödlöga för deras fattigdoms skull. Den sista bofasta innevånaren på Kudoxa var lotsförmannen Ingman med familj som lämnade ön 1905.